# Orazio Grassi

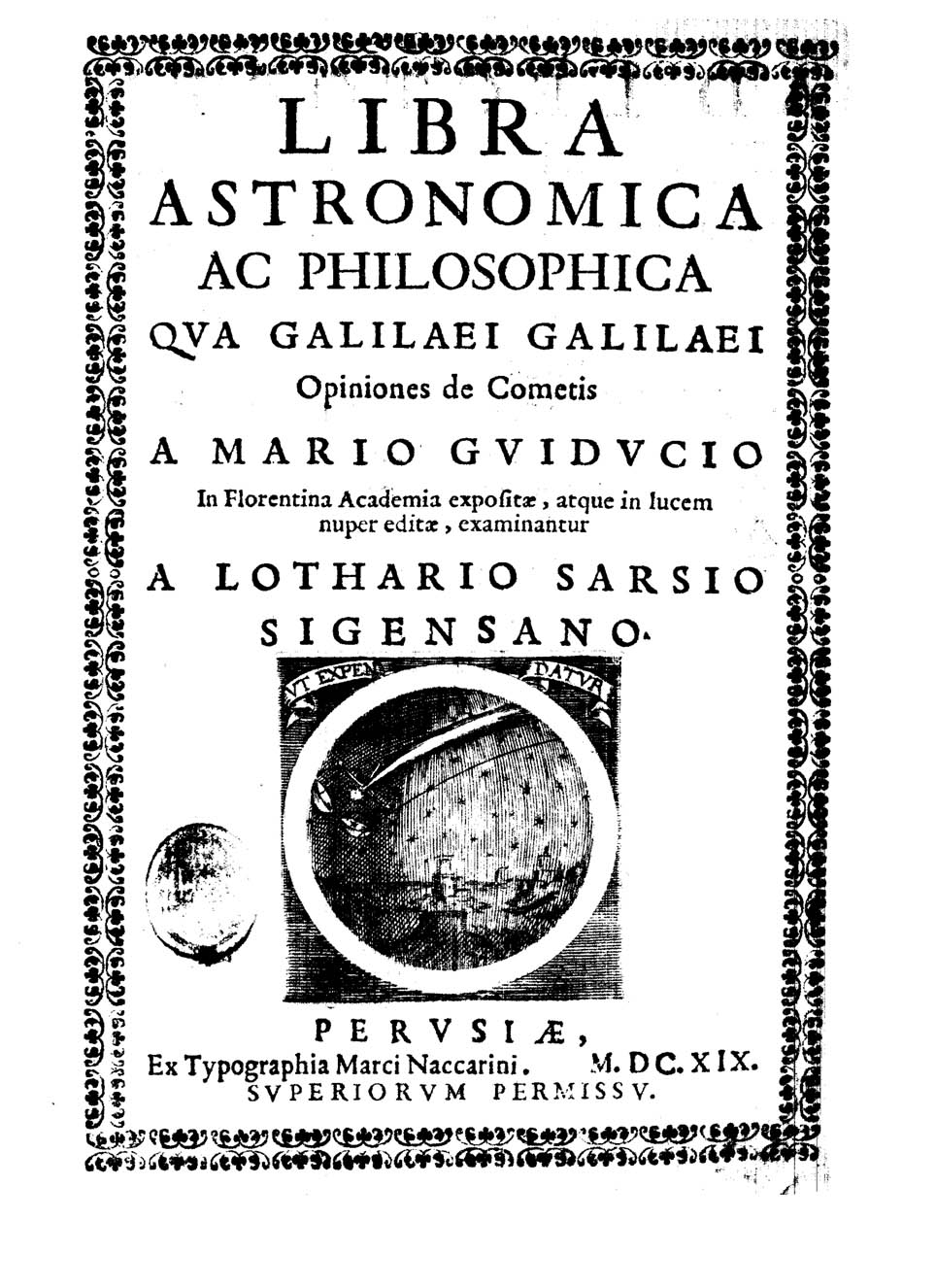
Libra astronomica ac philosophica, Perugia, Marco Naccarini, 1619

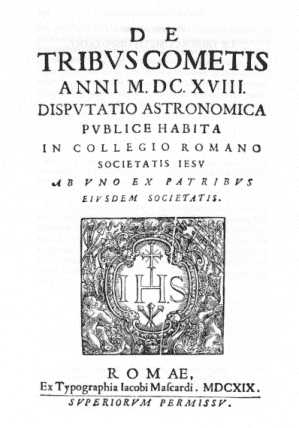
De tribus cometis anni MDCXVIII disputatio astronomica, Roma, Giacomo Mascardi, 1619

Orazio Grassi (Savona, 1º maggio 1583 – Roma, 23 luglio 1654) è stato un matematico e architetto italiano.

## Biografia
Nato a Savona nel 1583, Orazio Grassi si trasferì a diciassette anni a Roma entrando, il 18 ottobre 1600, nel noviziato dei gesuiti di Sant'Andrea al Quirinale. Di qui passò nel 1603 al Collegio Romano studiandovi fino al 1610 filosofia, matematica - sotto Cristoforo Clavio, Christoph Grienberger e Odo van Maelcote - e teologia.
Nel 1614 fu inviato nel Collegio dei Gesuiti di Genova in qualità di assistente spirituale dei novizi, tornando a Roma nel 1616, essendo stato nominato professore di matematica del Collegio romano. Pronunciati i voti nel 1618, tenne la cattedra di matematica fino al 1628, trattando in particolare di astronomia, di ottica e di architettura, come mostrano le sue lezioni De iride disputatio optica, pubblicate nel 1617 sotto il nome di Galeazzo Mariscotto, e i testi, rimasti manoscritti, del Tractatus tres de sphera, de horologis ac de optica, ancora del 1617, e degli In primum librum de architectura M. Vitruvii et in nonum eiusdem De horologiorum solarium descriptione duo brevissimi tractati, del 1624.
Fu anche architetto: a lui si deve il progetto della chiesa di Sant'Ignazio adiacente al Collegio Romano, ma la sua fama è legata principalmente alla disputa e polemica con Galileo Galilei sulla natura delle comete.
Questa disputa origina dall'apparizione di tre comete nel 1618. All'inizio del 1619 il Grassi pubblicò la De tribus cometis anni MDCXVIII disputatio astronomica publice habita in Collegio Romano Societatis Iesu, sostenendovi che la terza cometa apparsa l'anno prima era un corpo celeste privo di luce propria e orbitante circolarmente in una traiettoria posta tra la Luna e il Sole. A questo libro si oppose pochi mesi dopo a Firenze il Discorso delle comete firmato da Mario Guiducci ma ispirato da Galilei, che sostenne la tesi che le comete fossero addensamenti di vapori terrestri illuminati dal sole.
Orazio Grassi replicò in ottobre col trattato Libra astronomica ac philosophica qua Galilaei Galilaei opiniones de cometis a Mario Guiducio in Florentina Academia expositae examinantur, sotto lo pseudonimo di Lotharius Sarsius Sigensanus (anagramma di Horatius Grassius Salonensis). Il libro intendeva soppesare tutte le teorie allora in voga sull'origine di questi fenomeni celesti, con particolare attenzione alla tesi di Tycho Brahe, il cui sistema cosmologico era apprezzato dalla Compagnia di Gesù.
Il Saggiatore fu, nel 1623, la risposta di Galileo Galilei alla Libra di Lotario Sarsi, tanto più che il termine "saggiatore" indicava la bilancia di precisione, contrapposta alla comune "libra". Galilei vi confutava la teoria di Brahe e ribadiva la sua teoria, facendo altresì intendere di apprezzare l'atomismo, parlando della natura corpuscolare della luce.
Il Saggiatore venne accolto con grande favore perfino negli ambienti della Curia. Si racconta che quando Grassi vide alla libreria del Sole a Roma la prima edizione de Il Saggiatore, che nel frontespizio portava lo stemma della famiglia del papa Urbano VIII e l'emblema dell'Accademia dei Lincei, nell'ira avesse esclamato di voler controbattere al Saggiatore entro tre mesi, fugando così ogni dubbio sull'identità dell'autore della Libra. Grassi attese qualche anno prima di rispondere pubblicamente al Saggiatore nel 1626 con la Ratio ponderum librae et simbellae, ma nell'immediato depositò una denuncia anonima al tribunale dell'Inquisizione contro Galilei per le tesi atomistiche contenute ne Il Saggiatore.
L'indagine verrà condotta da ecclesiastici filogalileiani e la denuncia dimenticata. Ma diverrà fondamentale quando, nel 1632, all'uscita del Dialogo, Galileo viene nuovamente accusato di atomismo: questa volta la protezione del papa non potrà impedire il processo, ma riuscirà solo a sviarlo verso l'accusa di copernicanesimo. Risulta quindi chiaro che il ruolo di Grassi nella vita del Galilei non è di secondo piano e che, anzi, gli attriti con il gesuita savonese sono causa diretta delle vicende giudiziarie di Galilei. Anche se ai giorni nostri l'accusa di atomismo può sembrare per l'epoca meno grave di quella di copernicanesimo, non è affatto così: sostenere che le caratteristiche sensitive degli enti fossero legate alla soggettività degli osservatori ( "puri nomi" li definiva Galilei) e non fossero presenti negli enti stessi (come loro "primi e reali accidenti")  poteva significare che il permanere del sapore, dell'odore e del colore nel pane e nel vino mutati nel corpo e nel sangue di Cristo non fosse il risultato del miracolo divino della transustanziazione, che è tale proprio perché il pane e il vino, conservando il loro sapore, odore e colore, sono realmente mutati nel corpo e nel sangue di Cristo.
Dopo il processo di Galilei tutti gli intransigenti vengono allontanati da Roma. Anche Grassi quindi tornerà a Savona e poi a Genova per costruire il Collegio Nuovo in via Balbi.
A Orazio Grassi è dedicato il Liceo Scientifico di Savona.

## Opere
- (LA) Libra astronomica ac philosophica, Perugia, Marco Naccarini, 1619.
- (LA) Ratio ponderum librae et simbellae, Napoli, Matteo Nucci, 1627.